# الكمالية (المحلة الكبرى)
الكمالية إحدى قرى مركز المحلة الكبرى التابع لمحافظة الغربية بجمهورية مصر العربية. فُصلت عن قرية شبرا بابل سنة 1228هـ/1813م باسم «كفر الزبلاوي»، وتغير الاسم حديثًا إلى الكمالية.

## التعليم
تصل نسبة الأمية في القرية إلى 49.6% بين من تجاوزوا العاشرة من عمرهم، بينما تصل نسبة من حصلوا على تعليم جامعي إلى 1.82% من جملة السكان.

## السكان
بلغ عدد سكان الكمالية 5841 نسمة حسب تقدير عام 2018.
| السنة  | 1882 | 1897 | 1907 | 1927 | 1960 | 1976 | 1986 | 1996 | 2006  | 2018 |
| ------ | ---- | ---- | ---- | ---- | ---- | ---- | ---- | ---- | ----- | ---- |
| القرية | 550  | 992  | 1153 | 1136 | 1879 | 2511 | 3129 | 3768 | 4,295 | 5841 |